# تقاطع نيران (رواية)
رواية "تقاطع نيران" للكاتبة السورية سمر يزبك تعد واحدة من الأعمال الأدبية البارزة التي تناولت فترة الحرب الأهلية السورية، حيث تسلط الضوء على المعاناة الإنسانية والصراعات التي عاشها الشعب السوري خلال هذه المرحلة الحرجة من تاريخها. تعتمد الرواية على السرد الواقعي، وتنقل تجارب شخصيات متعددة تعيش تحت وطأة النزاع المسلح، مما يعكس تعقيدات الحياة اليومية وتأثيرات الحرب على الأفراد والمجتمع بشكل عام.

## عن الرواية
تركز الرواية على تصوير التأثيرات المدمرة للحرب على الحياة اليومية للأفراد، كما تتناول عواقب العنف والانقسام على المجتمع السوري. وترتبط الرواية ارتباطًا وثيقًا بالثورة السورية، حيث تستعرض تجارب الناس ومعاناتهم خلال فترة الثورة والصراع المسلح، مع تسليط الضوء على الأحداث التي وقعت في تلك الفترة وتعكس حياة الناس العاديين الذين وجدوا أنفسهم محاصرين بين نيران الأطراف المتصارعة.
تُبرز الرواية بوضوح مشاهد العنف والقمع الذي واجهه المتظاهرون السلميون، وتصف التدمير الذي لحق بالمدن والقرى، موثقةً الانتهاكات التي تعرض لها المدنيون من خلال شخصيات متعددة وخطوط سردية متشابكة. تقدم "تقاطع نيران"رؤية معقدة ومؤثرة عن الثورة السورية وتداعياتها. وتبرز مدى صعوبة نقل الأخبار من سوريا للعالم بسبب تكميم الأفواه الذي يستخدمه النظام السوري بقيادة بشار الأسد "ما إن بدأت يزبك تسجيل يوميات  الثورة السورية، حتى تعرضت لهجمات عديدة وانتقادات من الطرفين، من قِبل النظام، ومن قِبل بعض المعارضين" وهذا دليل على سياسة تكميم الأفواه وشجاعة الكاتبة. 1

## زمن ومكان نشر الرواية:
صدرت الرواية في عام 2012 عن دار الآداب في بيروت، في ذروة التحولات الجذرية التي شهدتها سوريا نتيجة الثورة التي انطلقت عام 2011. تمتد الرواية عبر 304 صفحات مليئة بالتفاصيل الحية والمشاعر المتضاربة، حيث تنقلنا يزبك إلى قلب الصراع، في عالم تختلط فيه مشاعر الخوف والجرأة، واليأس والأمل، لتشكل تجربة إنسانية تعكس الواقع الأليم الذي عاشه الشعب السوري.
إلى جانب كونها رواية عن الثورة، فإن "تقاطع نيران" تمثل صرخة إنسانية تفضح الانتهاكات التي تعرض لها السوريون، وتحاول أن تفهم النفس البشرية تحت ضغط الرعب والعنف. بأسلوبها الأدبي المميز، نجحت سمر يزبك في تحويل تجربة شخصية إلى تجربة جماعية تعبر من خلالها عن معاناة الناس وآمالهم في زمن تحول فيه الحلم إلى كابوس.

## ارتباط الرواية بالثورة السورية:
"وإن كان من الصعوبة بمكان فصل السياسي عن الثقافي في هذا النوع من النشاطات، المكرسة لشرح تفاصيل الحالة السورية، وتاريخ الاستبداد وطبيعة الأنظمة التي  فاجأت دمويته العالم. وهنا تماما يكمن دور المثقف المنخرط في الثورة، المندمج مع الثوار." تعد رواية "تقاطع نيران" عملاً أدبياً متصلاً بعمق بالثورة السورية، إذ قدم تصويرًا مباشرًا لتجربة شخصية عاشتها الكاتبة منذ انطلاقة الثورة. تعتبر الرواية شهادة أدبية على الوضع الراهن في سوريا أثناء الثورة، حيث توثق بدقة مشاهد العنف والقمع الذي تعرض له الشعب السوري. 2
وتستعرض الرواية قصصًا لعدة شخصيات من خلفيات اجتماعية متنوعة، تواجه تحديات مختلفة في ظل الحرب، مما يعكس التنوع والتعقيد الذي ميز الأزمة السورية. عبر سردها، تبرز يزبك جوانب متعددة من الثورة، تتراوح بين الألم والمعاناة والخسارة، وبين التأملات العميقة في مفاهيم الحرية والمقاومة. كما تسلط الرواية الضوء على البعد الإنساني للثورة، حيث تركز على تأثير الأحداث على الأفراد والأسر والمجتمع بشكل عام. وتعتمد يزبك في سردها على أسلوب أدبي يعتمد على التشظي، مما يجسد حالة الفوضى والتناقضات التي تعيشها سوريا، ويعكس الصراع الداخلي والخارجي الذي يواجهه الشعب السوري.

## أحداث الرواية:
تغوص رواية "تقاطع نيران" في أعماق الأحداث المأساوية التي رافقت الثورة السورية منذ انطلاقتها في عام 2011، مقدمةً تصويرًا حيًا لتجارب وآلام الشعب السوري خلال تلك الفترة العصيبة. تدور أحداث الرواية حول الصحافية السورية "رشا" (الشخصية الرئيسية في الرواية)، التي تتحول حياتها من حياة عادية إلى تجربة مليئة بالمخاطر والمآسي، عندما تجد نفسها متورطة في صلب الثورة. من خلال عيون رشا، تنقل سمر يزبك للقارئ صورة متكاملة عن الأوضاع في سوريا، حيث تتعايش بطلتها بين ثنائيات متضاربة: الخوف والشجاعة، الحياة والموت، واليأس والأمل. الرواية تعكس الصراع الداخلي الذي تعيشه رشا، فمع كل تقرير صحفي تنقله إلى العالم، تدرك حجم المسؤولية الواقعة على عاتقها، ما يدفعها للتغلب على خوفها الشخصي من أجل نقل الحقيقة. تصف الرواية كيف تحولت رشا من شخص محايد يعيش حياته اليومية بشكل طبيعي إلى شخصية ملتزمة و مكرسة لنقل معاناة الآخرين، رغم ما يحيط بها من تهديدات واعتقالات ومخاطر جسيمة.
تركز "تقاطع نيران" على الرعب والوحشية التي مارسها النظام السوري ضد مواطنيه، مما يضع رشا وزملائها الصحافيين في مواجهة مباشرة مع القمع. يُظهر الكتاب كيف تحول الإعلام من وسيلة لنقل الأخبار إلى سلاح في معركة الحقيقة ضد الدعاية والخداع. على الرغم من المخاطر الكبيرة التي تواجهها رشا، إلا أنها تبقى مصرة على القيام بواجبها، وتواصل توثيق الفظائع التي يتعرض لها الناس، محاولةً إيصال صوتهم إلى العالم. الرواية لا تقتصر على نقل الأحداث السياسية والاجتماعية فحسب، بل تغوص أيضًا في التحولات النفسية والاجتماعية التي مرّت بها رشا جراء تلك التجربة القاسية. تعيش البطلة بين مشاعر متناقضة، فتارةً تسيطر عليها الخوف والقلق من الموت، وتارةً أخرى تجد في نفسها شجاعةً لم تكن تعرفها من قبل. كما تُظهر الرواية كيف أثرت تلك الأحداث على العلاقات الإنسانية، حيث تبرز الصداقات والزمالة بين الصحافيين كعوامل دعم وبقاء في وسط هذا الجحيم.
من خلال تلك السردية العميقة، تقدم سمر يزبك صورة مؤثرة للمأساة السورية، مستعرضةً التحولات العميقة التي طالت الشخصيات بفعل الثورة. يظهر في "تقاطع نيران" كيف أن الثورة لم تكن مجرد حدث سياسي، بل تجربة إنسانية عميقة غيّرت مسار حياة الأفراد والمجتمع ككل. الرواية بذلك تمثل شهادة قوية على تأثير الصراع على المستوى الشخصي والجماعي، وكيف يتحول الأفراد العاديون إلى أبطال في مواجهة الظلم.

## الشخصيات:
رشا: الصحافية السورية التي تمثل البطلة الرئيسية في الرواية. تُعرض حياتها في تحول جذري من حياة مستقرة إلى تجربة مليئة بالمخاطر والتحديات حين تجد نفسها في قلب الثورة. تتميز رشا بالشجاعة والإصرار على نقل الحقيقة، رغم الصعوبات والتهديدات التي تواجهها.
والد رشا: يمثل جيلًا قديمًا عاش أحداث سوريا قبل الثورة. هو شخصية ذات تأثير كبير على حياة رشا، حيث يحمل تجارب وأفكارًا تعكس تاريخًا عميقًا وتأثيرات سابقة على شخصية رشا. دوره يبرز في تصوير الجذور الثقافية والاجتماعية التي شكلت خلفية حياة رشا. وجمال أحد أفراد عائلة رشا أيضا الذي يتعرض للاعتقال بسبب نشاطه في الثورة. تجسد شخصية جمال المعاناة والظلم الذي يعانيه المواطنون تحت حكم النظام، ويكون مصيره مصدر قلق وتأثير كبير على رشا. يلعب جمال دورًا في تسليط الضوء على التهديدات الشخصية والإنسانية التي تواجهها العائلات السورية.
زملاء رشا في الصحافة: يشكلون مجموعة من الصحافيين الذين يشتركون معها في مهمة نقل أحداث الثورة. هؤلاء الزملاء يعكسون التنوع في خلفياتهم وتجاربهم، ويصبحون شركاء في النضال من أجل الحقيقة في وجه القمع. تبرز الصداقات والزمالة بينهم كعوامل دعم ومساندة في ظروف معقدة وصعبة. منهم أحمد زميل رشا وصديقها المقرب في مهنة الصحافة حيث يُعتبر شخصية محورية تدعم رشا في مواجهة التحديات، ويشاركها في تغطية أحداث الثورة. تتميز شخصيته بالثبات والشجاعة، ويكون له دور كبير في تحفيز رشا على الاستمرار في عملها رغم المخاطر. وسلمى الناشطة المدنية وصديقة لرشا، تشارك في تنظيم المظاهرات والفعاليات السياسية. تسهم سلمى في تقديم منظور إضافي حول معاناة المدنيين والناشطين في الثورة، وتُظهر التزامًا قويًا بقضية الحرية والديمقراطية. علاقتها برشا تعكس التداخل بين الصحافة والنشاط السياسي.
الأستاذ عادل: أستاذ جامعي سابق ووالد أحد زملاء رشا في الصحافة. يمثل الأستاذ عادل جيل المثقفين الذين كانوا يشهدون التحولات السياسية والاجتماعية في سوريا قبل الثورة. تدور النقاشات بينه وبين رشا حول دور الإعلام والتعليم في التغيير الاجتماعي، مما يضيف عمقًا تحليليًا للرواية.
فهد: أحد أفراد المخابرات الذي يلاحق الصحافيين ويشكل تهديدًا مستمرًا لسلامتهم. يعكس فهد قوة القمع التي يمارسها النظام ضد الصحفيين والنشطاء، ويكون دوره في الرواية مركزًا على الصراع بين الصحافة والحكومة.

## نقد الرواية:
حظيت رواية "تقاطع نيران" للكاتبة سمر يزبك بإشادة نقدية واسعة، نظرًا لجرأتها في تناول موضوع الثورة السورية من منظور إنساني وواقعي يعكس حجم المعاناة التي عاشها السوريون في تلك الفترة. تميزت الرواية بقدرتها على نقل صور واقعية ومؤثرة عن الأحداث، بعيدًا عن التحيزات الأيديولوجية والسياسية، مما جعلها عملاً أدبيًا يستحق التقدير. النقاد أثنوا على أسلوب يزبك في تصوير الأحداث بطريقة تعبر عن قسوة الواقع السوري، حيث استطاعت من خلال سردها الصادق والقوي أن تجعل القارئ يشعر بعمق الألم والمعاناة التي عاشها الشعب السوري.
"قد يشكل اجتماع عدة عناصر معا سببا في جذب انتباه القارئ والناشر الغربي إلى كتاب يزبك، كخصوصية الثورة السورية في امتدادها الزمني قياسا بثورات الربيع الأخرى، والقمع العنيف الذي تعرضت له وعدد شهدائها، يضاف إلى ذلك طريقة الكتابة، التي لم تتنازل فيها يزبك عن توجهها الذي يجمع بين اللغة الأدبية القوية وقوة التأثير النفسي من خلال سرد يوميات الانتفاضة السورية."أحد أبرز جوانب الإشادة النقدية بالرواية كان قدرتها على تجسيد الحالة الإنسانية بصدق وشفافية، دون تجميل أو تهويل. فالرواية لا تكتفي بسرد الأحداث فقط، بل تغوص في التفاصيل الدقيقة التي تجعل القارئ يعيش التجربة بنفسه، من خلال وصف دقيق لمشاعر الخوف، واليأس، والشجاعة، والأمل التي مر بها الناس. هذا التصوير الدقيق للحالة النفسية والاجتماعية للشخصيات في ظل الثورة جعل الرواية تتجاوز كونها مجرد رواية عن الحرب، لتصبح وثيقة إنسانية تحكي قصة شعب يكافح من أجل البقاء."(مها حسن, 2012). أشاد النقاد بأسلوب سمر يزبك الأدبي، الذي تميز بالقوة والصدق. حيث "إنها كاتبة ماهرة تأخذ القارئ إلى جحيمها الداخلي.". تمكنت يزبك من استخدام اللغة بشكل يعكس قسوة الأحداث دون أن تفقد الرقة الشعرية التي تميز أسلوبها. هذا التوازن بين اللغة الأدبية الرفيعة والقدرة على نقل الواقع القاسي أضفى على الرواية عمقًا إضافيًا، وجعلها قادرة على التأثير في نفوس القراء بشكل قوي. النقاد لاحظوا أن هذا الأسلوب السردي المميز ساعد في بناء عالم روائي متكامل يعكس التناقضات التي عاشها السوريون، ويبرز الصراع الداخلي الذي عاشته الشخصيات. 3 4
إضافة إلى ذلك، "تتعاون مع عدة أشخاص من داخل سوريا وخارجها، لتوثيق الانتهاكات ضد النساء أثناء الثورة، من اغتصاب وقتل واعتقال، وكذلك تقوم المنظمة على دعم مشاريع اقتصادية صغيرة للنساء داخل سوريا كما أنها تهتم بإبداع الكاتبة السورية أثناء الثورة."(مها حسن, 2012). تميزت الرواية بجرأتها في تناول مواضيع حساسة وشائكة، مثل القمع والاعتقال والتعذيب، دون تردد أو خوف من التداعيات السياسية. هذا ما جعل الرواية تُعتبر واحدة من الأعمال الأدبية القليلة التي استطاعت أن تعبر بصدق عن معاناة السوريين خلال الثورة، دون أن تقع في فخ التزييف أو التبسيط. النقاد أشاروا إلى أن هذه الجرأة الأدبية هي ما جعلت "تقاطع نيران" تبرز كعمل فني مميز يعكس الحقيقة بأقسى صورها. 5
في الختام، يمكن القول إن إشادة النقاد برواية "تقاطع نيران" لم تأتِ فقط نتيجة للموضوع الذي تناولته، بل أيضًا بسبب الطريقة التي عالجت بها سمر يزبك هذا الموضوع. إذ استطاعت أن تجمع بين السرد الواقعي والعمق النفسي، لتقدم لنا عملاً أدبيًا يتسم بالقوة والصدق، قادرًا على التأثير في القراء وترك أثر دائم في الذاكرة الأدبية. وايضا "كان لسمر أيضا دور مهم خلال محاضراتها وسط حضور فرنسي وأوروبي كبير، بوصفها شاهدة آتية من أرض الثورة."(مها حسن, 2012) فهي تعد شاهد عيان لكل ما حدث وهذا دلالة قوية على صدق ما ترويه. وأكثر ما يميزها أنها عاشت تلك الأحداث وأثرت عليها كثيرا حيث "ما يحدث لها ولسوريا يكاد يقتلها: لا يمكنها النوم دون تناول Xanax المهدئ المضاد للقلق." الجملة تعبر عن أن الشخصية تأثرت بشكل عميق بالأحداث التي عايشتها لدرجة أنها لا تستطيع النوم بدون تناول Xanax لمواجهة القلق الشديد الذي تعاني منه. 6

## أهم الجوائز التي حازت عليها الرواية:
حظيت الرواية باهتمام نقدي كبير بفضل جرأتها وصدقها في نقل معاناة الشعب السوري، "وفي سياق هذا الدور أصدر مهرجان برلين للأدب بمناسبة اليوم العالمي للكتاب بيانا للمشاركة في قراءة عالمية لمقتطفات من كتاب سمر يزبك عن الثورة السورية، وقد وقع على البيان كتّاب عالميون كبول أوستر ونعوم تشومسكي وخوان غويتيسولو ومن الكتاب العرب زكريا تامر وعلاء الأسواني وصموئيل شمعون وغيرهم." وتمت ترجمتها لعدة لغات كالإنجليزية والفرنسية، وأصبحت "تقاطع نيران" مرجعًا أدبيًا مهمًا لفهم الواقع السوري خلال سنوات الثورة، حيث حظيت الكاتبة سمر يزبك على عدة جوائز أدبية بعد نشرها للرواية، وأهم هذه الجوائز "جائزة الشجاعة الأدبية" من قبل منظمة PEN البريطانية.